# Iwagin Stadium
Das Iwagin Stadium (jap. いわぎんスタジアム), auch bekannt als Morioka Minami Park Stadium, ist ein 1998 eröffnetes Fußballstadion in der japanischen Stadt Morioka in der Präfektur Iwate. Es ist die Heimspielstätte des Fußballvereins Iwate Grulla Morioka, der momentan in der J3 League, der dritthöchsten Liga des Landes, spielt. Das Stadion hat ein Fassungsvermögen von 5000 Personen.
2016 erwarb die Bank of Iwate die Sponsoringrechte an dem Stadion. Seit dem 1. April 2016 heißt die Sportanlage Iwagin Stadium.

## Galerie

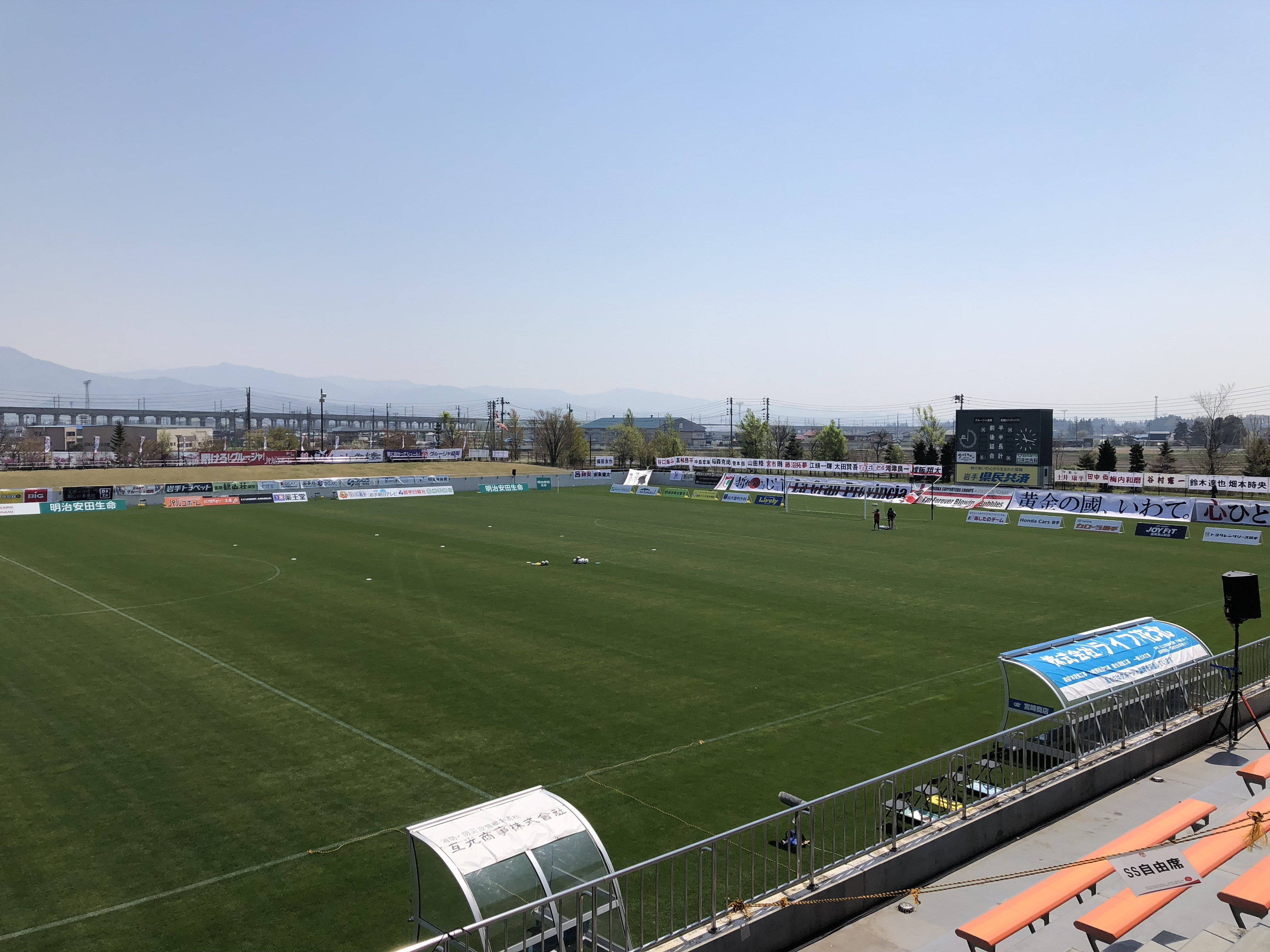
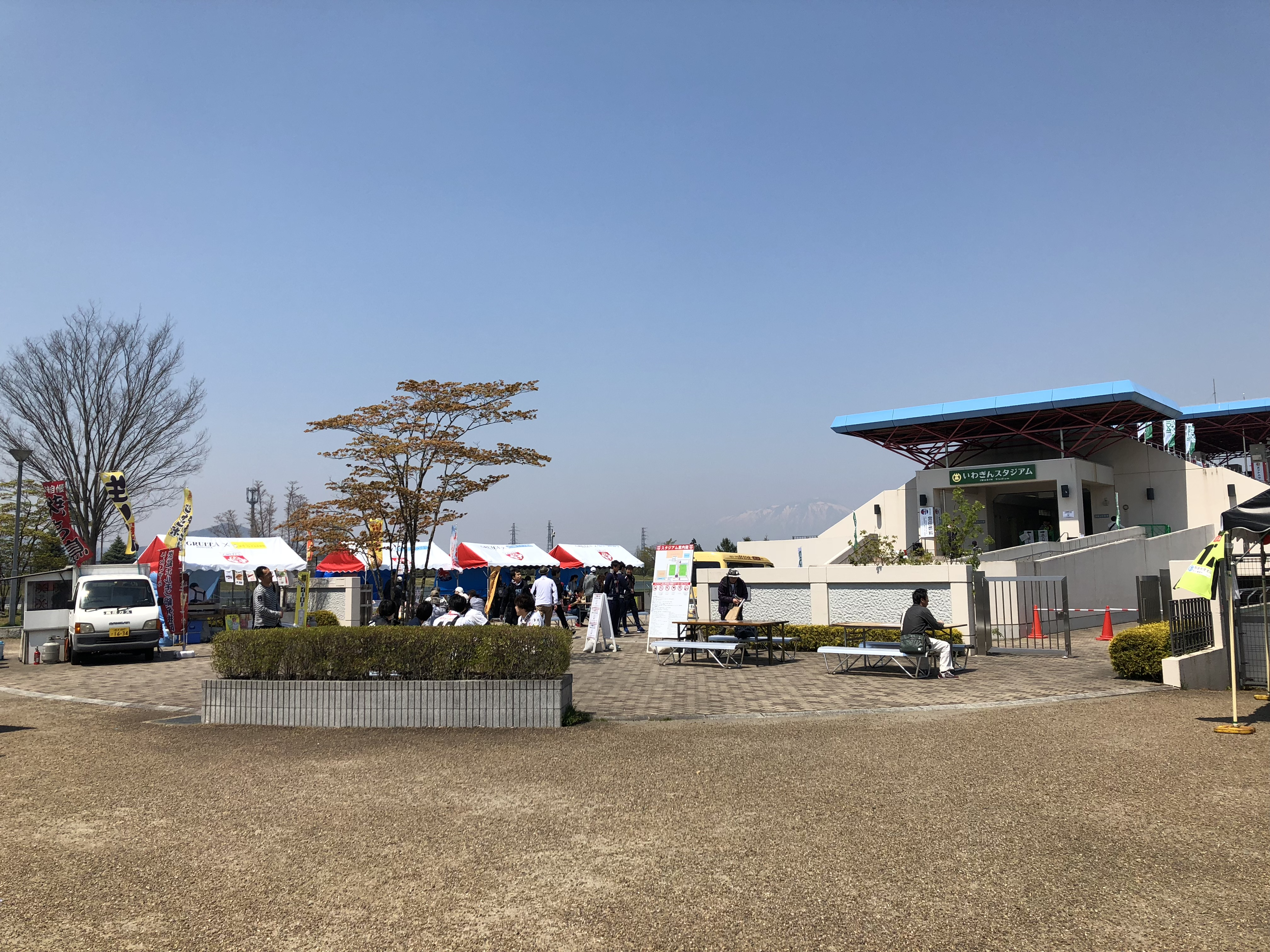